# Halodiplosis fedtschenkovi
Halodiplosis fedtschenkovi är en tvåvingeart som först beskrevs av Marikovskij 1965.  Halodiplosis fedtschenkovi ingår i släktet Halodiplosis och familjen gallmyggor.
Artens utbredningsområde är Kazakstan. Inga underarter finns listade i Catalogue of Life.